# Пам'ятник (вірш Пушкіна)

Автограф Олександра Пушкіна

«Пам'ятник» — вірш (ода) Олександра Пушкіна, своєрідний поетичний заповіт, написаний у 1836 році.

## Історія створення і видання
У російській літературі була сформована традиція віршів-«пам'ятників» з опорою на оду давньоримського поета Горація «До Мельпомени». Горацій оцінював свої заслуги в поезії. Представники класицизму (XVIII століття) Михайло Ломоносов, Гаврило Державін, Василь Капніст,  Олександр Востоков — кожен по-своєму переробляв і переосмислював задані в добу Античності мотиви пам'яті про поета.
Олександр Пушкін написав вірш-наслідування Горація за рік до смерті, ніби підбиваючи підсумок своєї діяльності.
Дату написання вірша зазначив сам Пушкін: «1836 серп. 21». Опублікував вперше текст у 1841 році Василь Жуковський, який зробив власну правку у вірші при публікації першого посмертного зібрання творів Пушкіна. «Пам'ятник» був надрукований у дев'ятому томі цього зібрання. Вірш традиційно називають по першому рядку: «Я пам'ятник собі поставив незотлінний». У 1881 році російський історик і археограф Петро Іванович Бартенєв опублікував уточнений текст вірша в журналі «Російський архів».

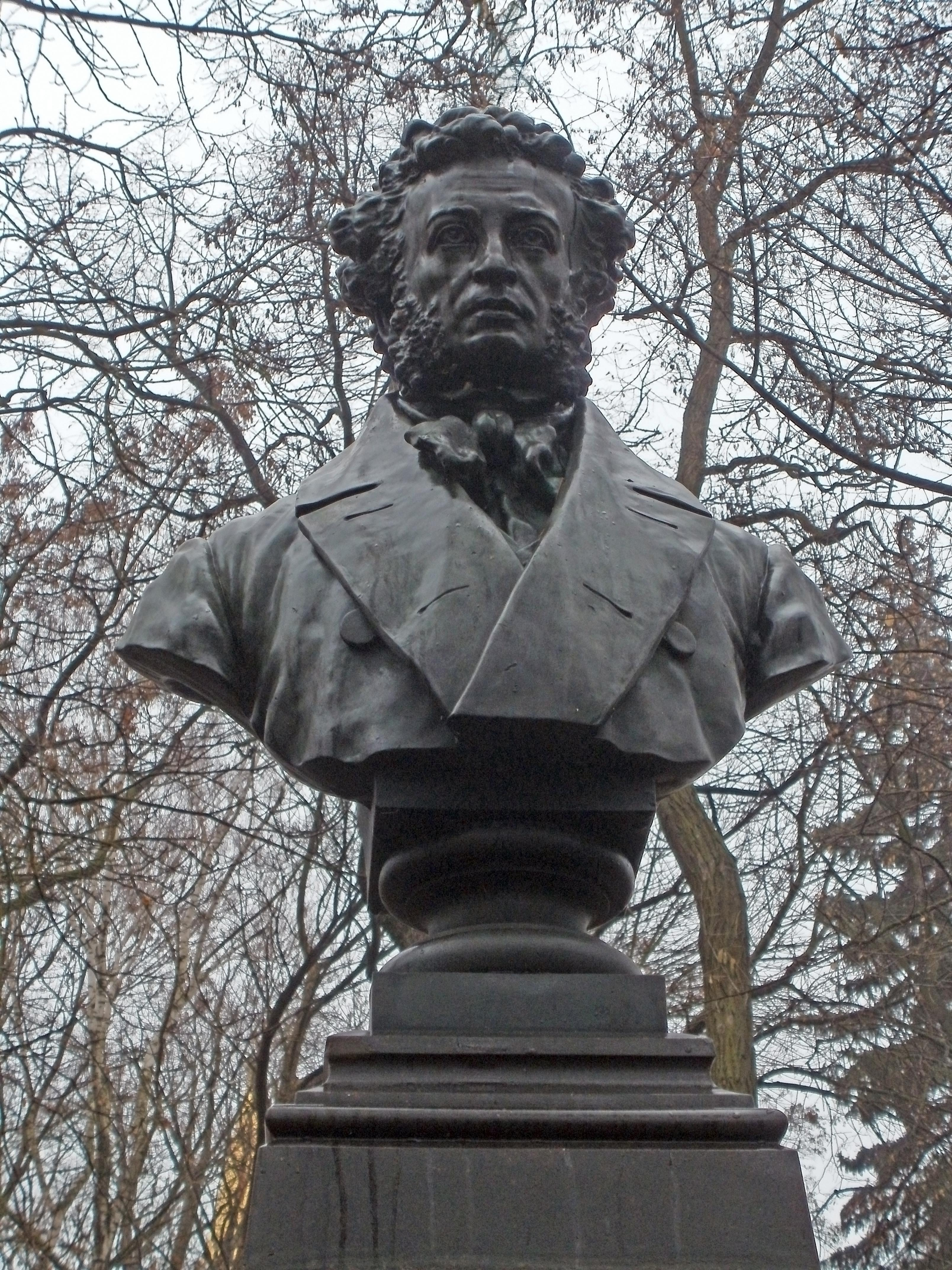
Пам'ятник Олександру Пушкіну в Чернігові (знесенний 2022 р. внаслідок дерусифікації, що розпочалася через російське вторгнення в Україну).

## Сюжет
Темою вірша є прославлення істинної поезії та утвердження високого призначення поета в житті суспільства. Пушкін усвідомлює, що своєю творчістю ставить собі за життя «нерукотворний пам'ятник». У вірші «Пам'ятник» він підводить підсумок свого творчого шляху. Поет замислюється про сенс життя, про особливу місію, яка дається кожній людині з його народження.
У першій строфі відповідно до суворих правил оди — традиційний заспів, утвердження значущості поетичного пам'ятника. Пушкін наголошує, що його «пам'ятник» відзначений волелюбністю: «Що перед ним чоло і камінь непоклінний Александрійського стовпа?».
У двох наступних строфах стверджує безсмертя поезії, передбачає розвиток інтересу до поезії серед найширших верств народу, акцентуючи, що його поезія буде більше затребувана у творчих людей: «І славен буду я, доки в підмісячному світі/Живий буде хоч один поет».
У четвертій строфі поет визначає сутність своєї творчості, яка веде до поетичного безсмертя: «І довго житиму я в пам'яті народу, Що добрі почуття я лірою плекав, Що в мій суворий вік я звеличав свободу
І за подоланих благав».
В останній строфі автор завершує роздуми про поетичну славу зверненням до музи, усвідомлюючи силу «господнього веління».
Своїм ідеалам поета (пробудження доброти в людських душах, уславлення свободи, захист знедолених, заклик до милосердя) поет був вірним усе життя.

## Композиція
Епіграфом до вірша Пушкін взяв рядки з вірша давньоримського поета Горація «До Мельпомени»: Exegi monumentum — «Я спорудив пам'ятник».
Вірш складається з п'яти строф, написаних катренами. У перших трьох рядках поет використовує традиційний одичний розмір — шестистопний ямб (олександрійський вірш). А останній рядок написаний чотиристопним ямбом, що робить його наголошеним, зі смисловим акцентом.

## Жанр
Вірш написаний у жанрі греко-римської оди. Поет дотримується правил оди: композиційно розпочинає із заспіву, викладає «матерію благороднуі важливу», завершує традиційним зверненням до музи. Високий пафос вірша визначив урочистість стилю. Одичний розмір (ямб) забезпечує повільний, величний ритм.

## Художні особливості
У «Романі в листах» Пушкін вустами своїєї героїні формулює завдання поета: «Хай він на старій канві вишиє нові візерунки». У вірші «Пам'ятник» Пушкін зробив саме це: на основі античної оди створив зовсім новий твір. У вірші шестистопний ямб і широке використання анафори створюють повільний, величний ритм: «І славен буду я…»;
«І назве мене…»;
«І гордий внук слов'ян…»;
« І довго буду тим люб'язний…»;
« і закликати до переможених…».
Поет використовує піднесені епітети («пам'ятник нетлінний», «камінь непоклінний», «лірний заповіт», «гордий внук слов'ян»), значну кількість слов'янізмів, синтаксичний паралелізм і ряди однорідних членів («і гордий внук слов'ян, і фінн, і нині дикий тунгус…»), інверсію («І довго житиму я в пам'яті народу». В одному з художніх образів вірша використана метонімія — «добрі почуття я лірою плекав».

## Пам'ятники Олександру Пушкіну
Пам'ятники О. Пушкіну стоять у Римі, Мадриді, Вашингтоні, Квебеці, Парижі, Мінську, Баку, Кишиневі, Тирасполі та ін. У містах Москві і Санкт-Петербурзі таких пам'ятників по декілька.

## Переклади українською
- Микола Зеров
- Максим Рильський